# Matra-Cantinieau MC-101
El Matra-Cantinieau MC-101 fue un helicóptero biplaza francés experimental de principios de los años 50 del siglo XX, de configuración convencional de rotor de cola, pero con su motor montado cerca del rotor principal, por encima de los asientos.

## Diseño y desarrollo
Los helicópteros diseñados por Jean Cantinieau se distinguían por tener un motor posicionado delante e inmediatamente debajo del eje transmisor del rotor principal, por encima de la cabina. El primero de la serie fue el Cantinieau C-100, que tenía una estructura abierta de celosía de tubos con un único puro de cola de tubo arriostrado, tren de aterrizaje de cuatro ruedas y motor Minié de 60 kW (80 hp). Voló por primera vez en septiembre de 1951.
Cantinieau se unió a la compañía Matra (Mécanique Aviation Traction) para construir un desarrollo biplaza, el MC-101. También era un diseño abierto de tubos de acero, particularmente más complejo en el puro de cola, aunque el tren de aterrizaje fue reducido a unos patines simples separados 1,8 m. Estaba propulsado por un motor lineal invertido de cuatro cilindros refrigerado por aire Hirth HM 504 de 78 kW (105 hp), embutido en una larga cubierta de suave morro pero parcialmente abierta lateralmente, propulsando el cubo del rotor oscilante a través de una caja reductora de 41:6, embrague y junta universal Paulstra. Las palas del rotor fueron mecanizadas en duraluminio. Un rotor de cola tripala era propulsado a través de otra junta Paulstra y un eje cardán.
El MC-101 llevaba dos pilotos lado a lado con controles duales. No había cabina, pero estaban protegidos detrás de una gran pantalla de metacrilato con bordes verticales redondeados. Voló por primera vez el 11 de noviembre de 1952. Sólo uno fue construido.
En 1953, Cantinieau fue designado director de la nueva división de helicópteros de la compañía española Aerotécnica S.A., que también adquirió los derechos del MC-101 a Matra. El motor Hirth fue reemplazado por un más potente bóxer Lycoming O-320 refrigerado por aire de 112 kW (150 hp), para poder hacer frente mejor a la alta y caliente atmósfera de Madrid, y el helicóptero fue designado Aerotécnica AC-11. Su desarrollo condujo al Aerotécnica AC-12 con fuselaje y cabina cerrados.

## Variantes
Matra-Cantinieau MC-101
Motor Hirth HM-504 de 78 kW (105 hp).
Aerotécnica AC-11
MC-101 con motor Lycoming O-320 de 112 kW (150 hp).

## Especificaciones
Referencia datos: Jane's All the World's Aircraft 1953-54 p.142

### Características generales
- Tripulación: Dos
- Longitud: 6,70 m (fuselaje)
- Diámetro rotor principal: 8 m (26,2 ft)
- Altura: 2,3 m (7,5 ft)
- Área circular: 50,3 m² (541,1 ft²)
- Peso vacío: 400 kg (881,6 lb)
- Peso máximo al despegue: 600 kg (1322,4 lb)
- Planta motriz: 1× motor bóxer de 4 cilindros Hirth HM-504.
  - Potencia: 78 kW (108 HP; 106 CV)
- Hélices: Tripala

### Rendimiento
- Velocidad crucero (Vc): 100 km/h (62 MPH; 54 kt)
- Alcance: 2 h

## Aeronaves relacionadas

### Desarrollos relacionados
- Aerotécnica AC-12

### Secuencias de designación
- Secuencia AC-_ (interna de Aerotécnica): AC-11 - AC-12 - AC-13 - AC-14 →